# Барвінкове (Коростенський район)
Барві́нкове (до 1960 року — Кур'яни, у 1960—65 роках — Журавлинка) — село в Україні, в Овруцькій міській територіальній громаді Коростенського району Житомирської області. Населення становить 46 осіб. Розташоване на Словечансько-Овруцькому кряжі.

## Населення
На початку 20 століття в селі налічувався 141 мешканець та 19 дворів, у 1906 році — 143 жителі, дворів — 24.
Відповідно до результатів перепису населення СРСР, кількість населення, станом на 12 січня 1989 року, становила 80 осіб.
Станом на 5 грудня 2001 року, відповідно до перепису населення України, кількість мешканців села становила 46 осіб.

## Історія
Згадується в люстрації Овруцького замку 1754 року, як село, що сплачувало 7 грошів до замку та 1 злотий і 24 гроші — на міліцію.
В середині 19 століття — Кур'яни (пол. Kuryany), село Овруцького повіту, південніше Павлович.
На початку 20 століття — село Покалівської волості Овруцького повіту, за 12 верст від Овруча. Входило до православної парафії с. Клинець, за півтори версти.
У 1906 році — Кур'яни рос. Курьяны, сільце Покалівської (3-го стану) Овруцького повіту Волинської губернії. Відстань до повітового центру, м. Овруч, становила 7 верст, до волосного центру, с. Покалів — 5 верст. Найближче поштово-телеграфне відділення розташовувалося в Овручі.
У 1923 році увійшло до складу новоствореної Коптівщинської сільської ради, котра, від 7 березня 1923 року, увійшла до складу новоутвореного Словечанського району Коростенської округи. Від 27 січня 1926 року, разом із сільрадою, передане до складу Овруцького району. У 1941—44 роках — центр однойменної сільської управи.
5 березня 1959 року, відповідно до рішення Житомирського облвиконкому «Про ліквідацію та зміну адміністративно-територіального поділу окремих сільських рад області», внаслідок об'єднання сільрад через укрупнення колгоспів, село передали до складу Покалівської сільської ради Овруцького району Житомирської області.
5 серпня 1960 року, відповідно до рішення Житомирського облвиконкому «Про уточнення назв і перейменування деяких населених пунктів в районах області», село Кур'яни перейменоване на Журавлинка. 5 серпня 1965 року, відповідно до указу Президії Верховної ради УРСР «Про перейменування деяких населених пунктів Житомирської області», с. Журавлинка перейменоване на Барвінкове.
13 квітня 2017 року увійшло до складу новоствореної Овруцької міської територіальної громади Овруцького району Житомирської області. Від 19 липня 2020 року, разом з громадою, в складі новоствореного Коростенського району Житомирської області.